# Алекса Маркишић
Алекса Маркишић Павле (Обзовица, код Цетиња, 19. мај 1908 — близина Сокобање, јануар 1942) био је учесник Народноослободилачке борбе и народни херој Југославије.

## Биографија
Рођен је 1908. године у селу Обзовици, код Цетиња, у породици царинског службеника. Због лоших материјалних услова, продица му се 1920. одселила у Сокобању. Алекса је 1922. завршио основну школу у Сокобањи, а гимназију у Алексинцу 1928. године. После гимназије се уписао на Правни факултет у Београду 1930, као ванредни студент.
Од 1930. је био дописник неколико новинских гласила, попут београдске „Правде“, „Политике“, уредник „Сокобањских новости“, дописник сарајевске новинске агенције „Авала“, радник у редакцији „Политике“ и остало.
Члан Комунистичке партије Југославије (КПЈ) постао је 1935. године. На Правном факултету је дипломирао 1939. и затим примљен на стаж у срески суд у Сокобањи.
Капитулација Југославије 1941. затекла га је у Боки которској. После тога се вратио у Сокобању.
Учесник Народноослободилачке борбе је од 1941. године. Дана 3. августа је са групом другова постао борац Озренског партизанског одреда. Био је први политички комесар одреда. Крајем септембра 1941. враћен је на сокобањски терен у својству секретара Среског комитета КПЈ за бањски срез.
Приликом ликвидације једног провокатора у Сокобањи, Алекса и Рајко Вићентијевић су били издани, након чега су их опколили недићевци и жандарми. Након 12-часовне борбе, жандарми су потпалили кућу у којој су се утврдили. Њих двојица су извршили пробој, при чему је Рајко погинуо. Алекса је одмакао, али је био рањен у кичму. Последњим метком је извршио самоубиство да не би жив пао непријатељу у руке.
Указом председника ФНР Југославије Јосипа Броза Тита 6. јула 1953. проглашен је за народног хероја.
У Сокобањи му је подигнута спомен-биста.